# The Hangover
The Hangover (br Se Beber, Não Case! pt A Ressaca) é um filme de comédia estadunidense, coproduzido e dirigido por Todd Phillips e escrito por Jon Lucas e Scott Moore. O filme é estrelado por Bradley Cooper, Ed Helms, Zach Galifianakis, Heather Graham, Justin Bartha e Jeffrey Tambor. The Hangover conta a história de Phil Wenneck, Stuart Price e Alan Garner, que viajam para Las Vegas para uma despedida de solteiro e celebrar o casamento do seu amigo Doug Billings. No entanto, Phil, Stu e Alan não têm memória de eventos da noite anterior e devem encontrar Doug antes do casamento começar.
O filme custou 35 milhões de dólares, e estreou no topo das bilheterias americanas com 44 milhões de dólares em três dias, se mantendo no posto na semana seguinte. The Hangover superou There's Something About Mary como comédia censurada para menores de 18 anos nos Estados Unidos mais lucrativa da história, com  275,9 milhões de dólares na América do Norte e 458 milhões no mundo. Também estreou no topo das bilheterias brasileiras, e já atraiu mais de 1,4 milhão de espectadores. O sucesso levou o filme a ter uma continuação, chamada The Hangover: Part II, lançado em 2011.

## Sinopse
Quando Doug está prestes a se casar, seus amigos Phil e Stu decidem que a despedida de solteiro será inesquecível. Para isso, eles organizam uma viagem em que os três passarão uma noite juntos em Las Vegas, onde qualquer coisa pode acontecer. Cansado da vida de casado, Phil aproveita para tirar férias da esposa e do filho, enquanto Stu sofre por largar a possessiva namorada, e ainda mentindo, já que ela nunca permitiria que ele fosse para um lugar como este com tão más companhias. Aos três, se junta Alan, o desajustado irmão de Tracy, a noiva de Doug. De malas prontas, o noivo ainda recebe uma surpresa: seu sogro permite que eles viajem em seu valioso e intocável Mercedes-Benz. Rumo a Las Vegas, o quarteto já imagina as loucuras que os esperam naquela noite, mas não fazem ideia do que possa acontecer. Quando percebem, eles acordam de uma grande ressaca no dia seguinte, sem lembrar de absolutamente nada do que aconteceu após um brinde que fizeram ao chegar ao hotel.
Logo depois, a situação do quarto demonstra que a noite não foi nada calma, e ninguém sabe dizer onde está o noivo. No quarto está uma grande bagunça. O dentista Stu está sem um dos dentes, no armário há um bebê que ninguém sabe de quem é, e no banheiro tem nada menos do que um tigre vivo. Não bastasse tudo isso, quando os três vão buscar o carro no estacionamento, ao invés do Mercedes, eles encontram uma viatura policial. Chegando o momento do casamento, o trio terá que tentar lembrar o que aconteceu naquela noite, para enfim conseguir descobrir onde Doug pode estar. Com mafiosos atrás deles, Stu, Phil e Alan percebem cada vez mais que eles passaram dos limites.

## Elenco
| Personagem         | Ator/Atriz        |
| ------------------ | ----------------- |
| Phil Wenneck       | Bradley Cooper    |
| Stuart "Stu" Price | Ed Helms          |
| Alan Garner        | Zach Galifianakis |
| Doug               | Justin Bartha     |
| Tracy Garner       | Sasha Barrese     |
| Jade               | Heather Graham    |
| Leslie Chow        | Ken Jeong         |
| Sid Garner         | Jeffrey Tambor    |
| Melissa            | Rachael Harris    |
| Mike Tyson         | Mike Tyson        |
| Doug Negro         | Mike Epps         |
| Leonard            | Jernard Burks     |
| Oficial Franklin   | Rob Riggle        |
| Oficial Garden     | Cleo King         |
| Eddie Palermo      | Bryan Callen      |
| Dr. Valsh          | Matt Walsh        |

## Recepção
No site agregador de críticas Rotten Tomatoes, 79% das 225 resenhas dos críticos são positivas. O consenso diz : “Com um roteiro inteligente e a hilariante interação entre o elenco, Hangover agarra apenas o tom certo de humor atrevido e os risos sem parar ofuscam qualquer falha."

## Escrita
"Eu acho que parte do que há de especial sobre este filme é que a comédia vem dos personagens quando eles são inteligentes, como você vê em várias filmes de comédia, em que os personagens realmente têm um senso engraçado de humor. Esse não é o caso neste filme. Então, como ator, você pode realmente jogar a intensidade, gravidade e seriedade do momento, e só dependem das circunstâncias de ser engraçado. A piada é o tipo de situação em que está, ou a forma como você está reagindo para alguma coisa, ao contrário dos personagens apenas dizendo algo espirituoso.

—Ed Helms
O enredo de The Hangover foi inspirado em fatos reais, que aconteceu com Tripp Vinson, um produtor e amigo do produtor executivo Chris Bender. Vinson tinha desaparecido de sua própria despedida de solteiro em Las Vegas. Sobre o acontecido Vinson relata: "Fui separado de meus amigos, e logo depois desmaiei. Quando me acordei, também não sabia de nada e estava em clube de strip. Não foi uma experiência divertida na época, mas foi uma história engraçada."
Jon Lucas e Scott Moore venderam o roteiro original de The Hangover para a Warner Bros Pictures por mais de U$ 2 milhões de dólares. Tendo história de três amigos que foram para uma despedida de solteiro e perdem o noivo em Las Vegas e, em seguida, tentam refazer seus passos para descobrir o que aconteceu na noite anterior. Em seguida Jeremy Garelick e o diretor Todd Phillips reescreveram o roteiro e adicionaram elementos adicionais, tais como Mike Tyson, seu tigre e um subtrama envolvendo um bebê e roubos de carros da polícia.

## Prêmios
| Ano  | Categoria                                                           | Indicado(s)       | Resultado |
| ---- | ------------------------------------------------------------------- | ----------------- | --------- |
| 2010 | Golden Globe Award de melhor comédia ou musical                     |                   | Venceu    |
| 2010 | American Cinema Editors Awards de melhor filme - comédia ou musical |                   | Venceu    |
| 2010 | MTV Movie Awards de melhor performance de comédia                   | Zach Galifianakis | Venceu    |
| 2010 | MTV Movie Awards de melhor filme                                    |                   | Indicado  |
| 2010 | MTV Movie Awards de melhor momento WTF                              | Ken Jeong         | Venceu    |
| 2010 | Empire Awards de melhor comédia                                     |                   | Indicado  |
| 2010 | People's Choice Awards de melhor filme de comédia                   |                   | Indicado  |
| 2010 | People's Choice Awards de melhor filme                              |                   | Indicado  |